# Szczybały Orłowskie
Szczybały Orłowskie – wieś w Polsce, położona w województwie warmińsko-mazurskim, w powiecie giżyckim, w gminie Wydminy.
| SIMC    | Nazwa       | Rodzaj     |
| ------- | ----------- | ---------- |
| 0772518 | Kowalewskie | przysiółek |

W latach 1975–1998 miejscowość administracyjnie należała do województwa suwalskiego.
W ramach hitlerowskiej akcji germanizacyjnej 16 lipca 1938 wcześniejsza nazwa wsi – Szyballen – zmieniona została na Lorenzhall.
Leży nad jeziorem Gawlik.